# Lishu (köping i Kina, Sichuan, lat 31,21, long 104,75)
Lishu (kinesiska: 黎曙镇, 黎曙) är en köping i Kina. Den ligger i provinsen Sichuan, i den sydvästra delen av landet, omkring 90 kilometer nordost om provinshuvudstaden Chengdu. Antalet invånare är 7 058. Befolkningen består av 3 443 kvinnor och 3 615 män. Barn under 15 år utgör 19,0 %, vuxna 15-64 år 65 %, och äldre över 65 år 15,0 %.
Genomsnittlig årsnederbörd är 1 156 millimeter. Den regnigaste månaden är juli, med i genomsnitt 309 mm nederbörd, och den torraste är december, med 8 mm nederbörd.